# Max Briggs
Maxwell Francis Briggs (sinh ngày 9 tháng 9 năm 1948) là một cựu cầu thủ bóng đá.